# Anous
|  | Aquest article tracta sobre el gènere d'ocells. Vegeu-ne altres significats a «Nou (fruit)». |

Anous és un gènere d'ocells de la família dels làrids (Laridae). Coneguts com a nodis, en hivern són ocells pelàgics, que habiten a la zona tropical i subtropical dels oceans Atlàntic, Índic i Pacífic. Sovint crien sobre arbres a tot l'ample de l'àrea de distribució.

## Llista d'espècies
S'han descrit tres espècies dins aquest gènere:
- Nodi gros (Anous stolidus).
- Nodi negre (Anous minutus).
- Nodi becfí (Anous tenuirostris).